# Villa Calcinaia

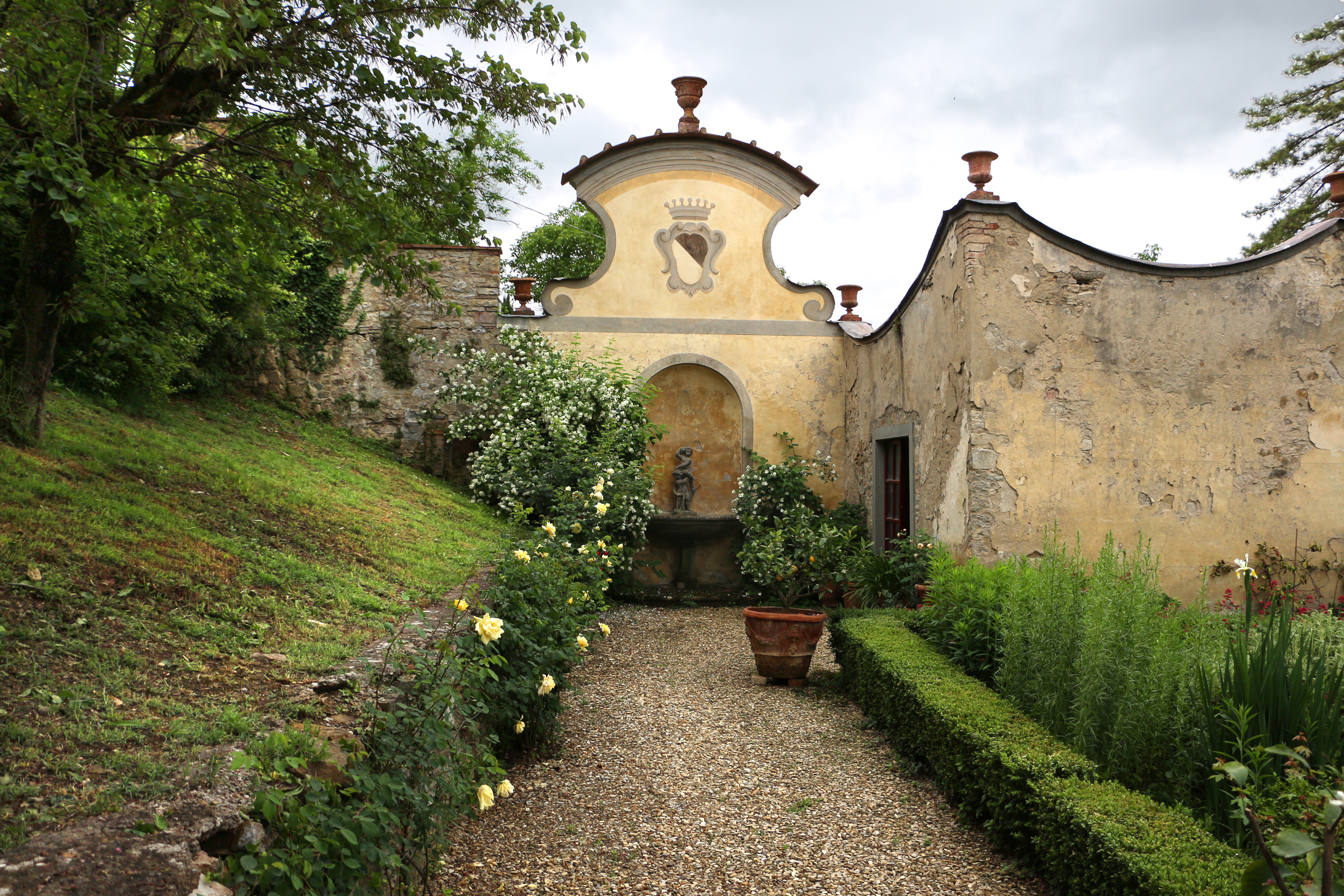
Fontana nel giardino all'italiana

Villa Calcinaia è un edificio storico situato in via di Calcinaia 84 a Greve in Chianti. Appartenente alla famiglia dei conti Capponi alle Rovinate è sempre stata al centro di un sistema poderale ad ampio raggio, comprendente aree nella Val di Greve, nel Valdarno e nella Val di Pesa. La struttura odierna si è sviluppata nel corso dei secoli con diversi apporti fatti dalle varie generazioni.  

## Storia e descrizione
Nel 1524 Niccola di Andrea Capponi (1481-1539), signore del castello di Uzzano (ereditato dal suo bisnonno Nicola (1406-1484) di Piero Capponi e di Dianora figlia di Niccolò da Uzzano) comprò per 1900 fiorini d’oro da Sebastiano del Caccia quattro poderi - Sepale, Calcinaia, San Pierino al Pino e Bastignano - con casa da signore, nella località detta la Calcinaia. Sebastiano del Caccia, di una famiglia con i titoli di conti di Asciano e signori di Colognole, a causa dei numerosi debiti aveva già venduto alcuni possedimenti di famiglia a un fratello e una sorella che avevano intrapreso la carriera religiosa. I rispettivi ordini religiosi impugnarono la vendita ai Capponi iniziando una causa legale che si concluse nel 1575 quando il granduca riconobbe ai Capponi la qualità di acquirenti in buona fede confermando il loro diritto di proprietà.

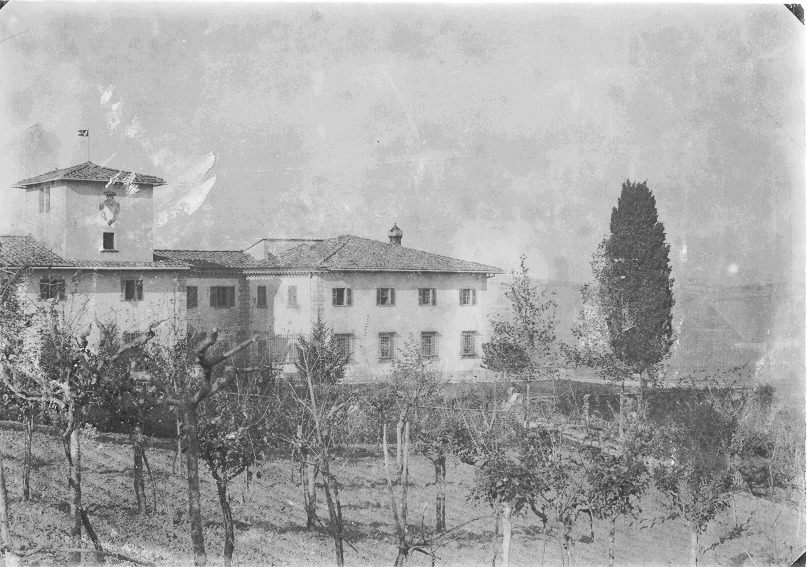
Villa Calcinaia, 1900 (Archivio storico famiglia dei conti Capponi alle Rovinate "Fondo fotografico")

Inizialmente la casa doveva essere composta da due edifici attigui indicati nella mappa acclusa al contratto come “case da contadini della Calcinaia” e poi corretto in “case da oste”. Tuttavia, nel 1427 è indicata come “Casa da Signore in Valdigreve, proprietà di Michele di Salvatore del Caccia, località detta Calcinaia nel popolo di San Piero al Pino”,  e nella mappe dei Capitani di Parte Guelfa del 1584 risulta essere una villa-castello con due torri e nel mezzo un cortile a mura merlate con entrata monumentale, appartenente a Giovanni Battista Capponi. Non sappiamo se effettivamente le torri fossero due, ma almeno una è ancora presente e caratteristica della struttura. 
Forse in origine si trattava di una casa da signore con una colombaia bassa e quadrata con una linea di muro dritta, interrotta solo da finestre ed un portone da cui si accedeva ad un cortile, tutt’ora esistente. Alcuni suggeriscono un collegamento di Calcinaia con il castello di Uzzano, dall’altro lato della Greve. Ma proprio per questa distanza, un fiume da attraversare su un ponticello più a monte, essa nasce più probabilmente come podere o casa da lavoratore in relazione al castello di Colognole.

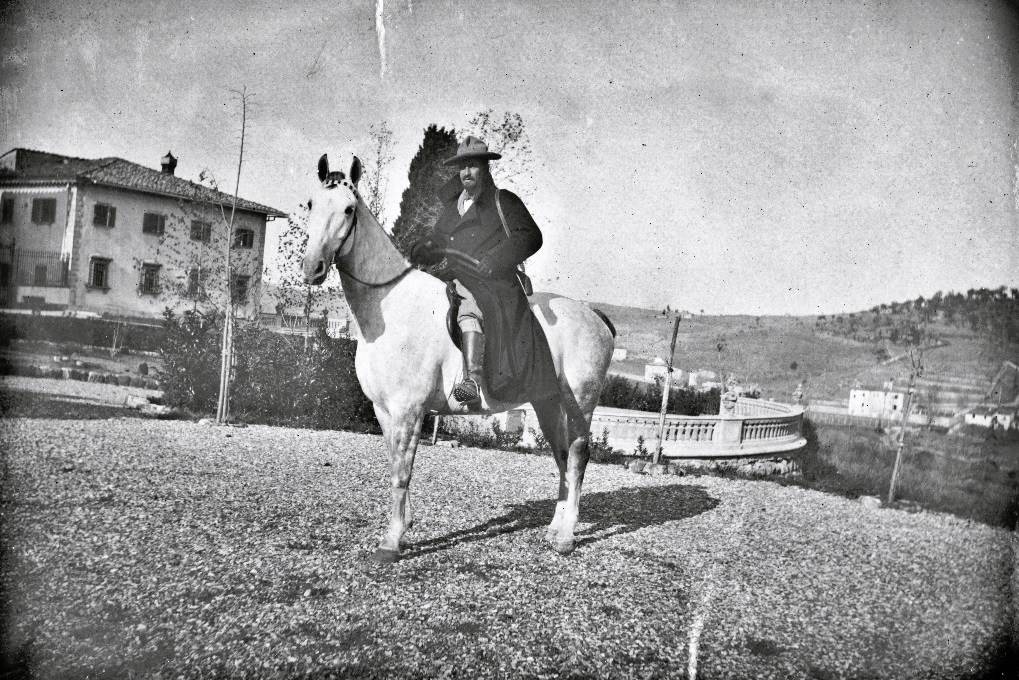
Il Conte Piero Capponi (1861-1940), Archivio storico famiglia dei conti Capponi alle Rovinate "Fondo fotografico"

Possiamo ipotizzare che la Calcinaia rimase casa di campagna fino alla seconda metà del XVIII secolo quando il conte Ferdinando Carlo Capponi (1721–1806) decise di rinnovare l’organizzazione economica dei suoi possedimenti in Val di Greve. A questo periodo risalgono la costruzione della vinaia, delle cantine, della limonaia e l’aggiunta della parte posteriore della casa. La facciata era già stata allungata nella seconda decade del secolo da Ferrante Capponi (1782–1819) includendo anche la cappella dedicata a san Carlo Borromeo. Questa contiene i resti mortali di san Optato o Ottato, con la palma del martirio, il cui corpo fu portato alla Calcinaia dalle catacombe di Santa Priscilla a fine ‘800.
La contessa Elnyth Arbuthnot (1900–Firenze, 1977), moglie dell’ammiraglio conte Ferrante Capponi (Firenze, 1898-Firenze, 1965), fece una descrizione del luogo nel 1923 quando visitò Calcinaia per la prima volta: «Si raggiungeva la villa lungo un viale di pini al quale si arrivava svoltando sopra un ponte più a valle rispetto a quello odierno, con spalliera di legno sulla Greve. A un certo punto si svoltava a destra, i pini diventavano cipressi, e si andava a finire davanti alla villa. C’era una bella rotonda con delle statue voluta da Piero Capponi, e una terrazza: davanti alla villa poi c’era un prato. La villa aveva una volta una facciata ininterrotta con all’interno c’era un piccolo cortile. Dato che le camere avevano poca luce, verso il 1890 il muro esterno del cortile fu sostituito con una cancellata. Negli anni a seguire si portò a conclusione la ristrutturazione di tutta l’area intorno alla villa. Nel prato di fronte villa furono installate statue originali del ‘700 rappresentanti le quattro stagioni. Il giardino privato è uno splendido giardino all’italiana».

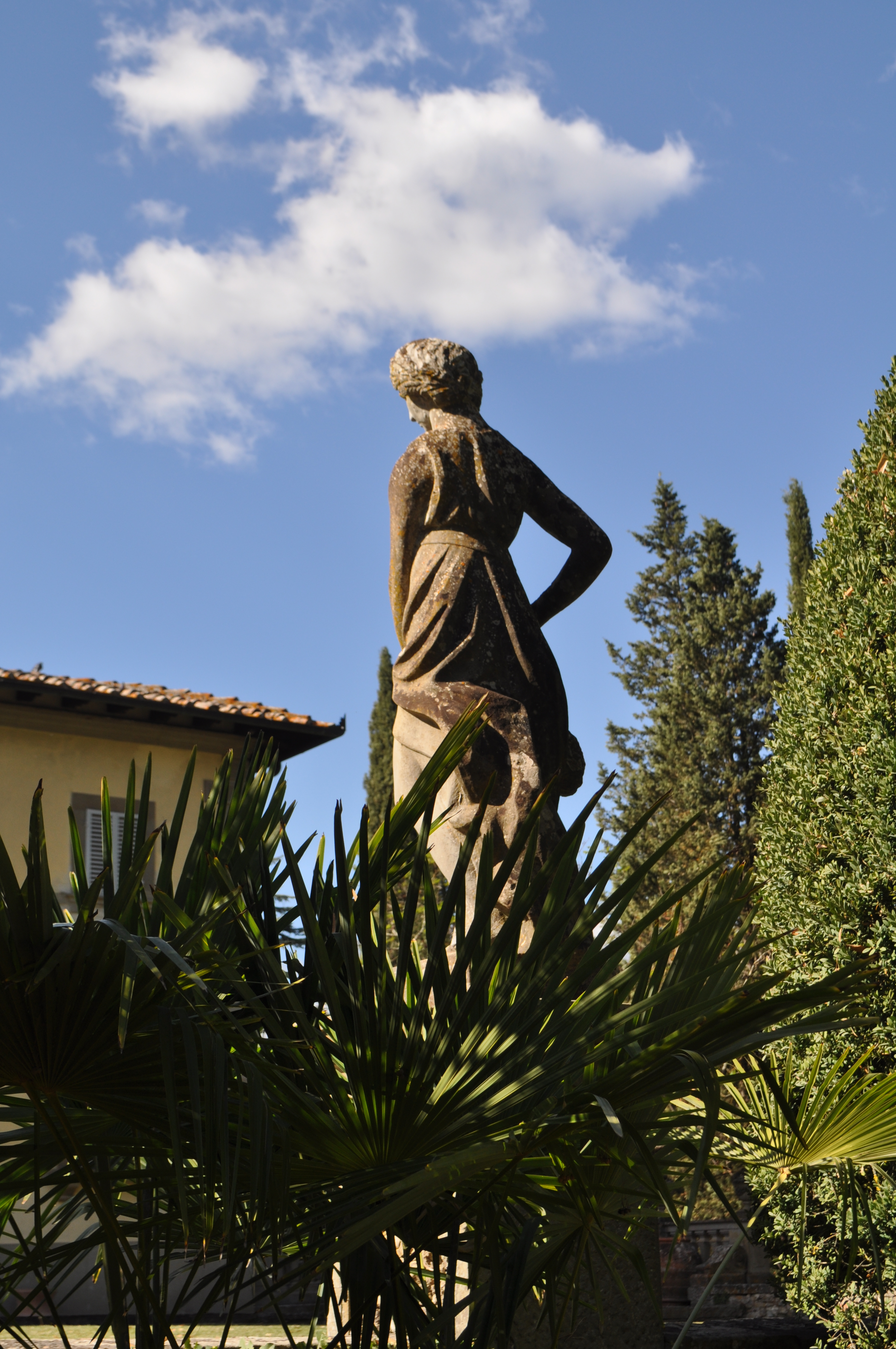
Villa La Calcinaia, Il Prato, particolare. (Archivio famiglia dei Conti Capponi alle Rovinate, Firenze - Fondo Fotografico).

A questo nucleo monumentale si affiancano alcune strutture produttive e per i lavoratori, comprendenti la cantina di fermentazione (barricaia), le cantine vere e proprie, la limonaia e altro.

### Il giardino all'italiana e il parco romantico

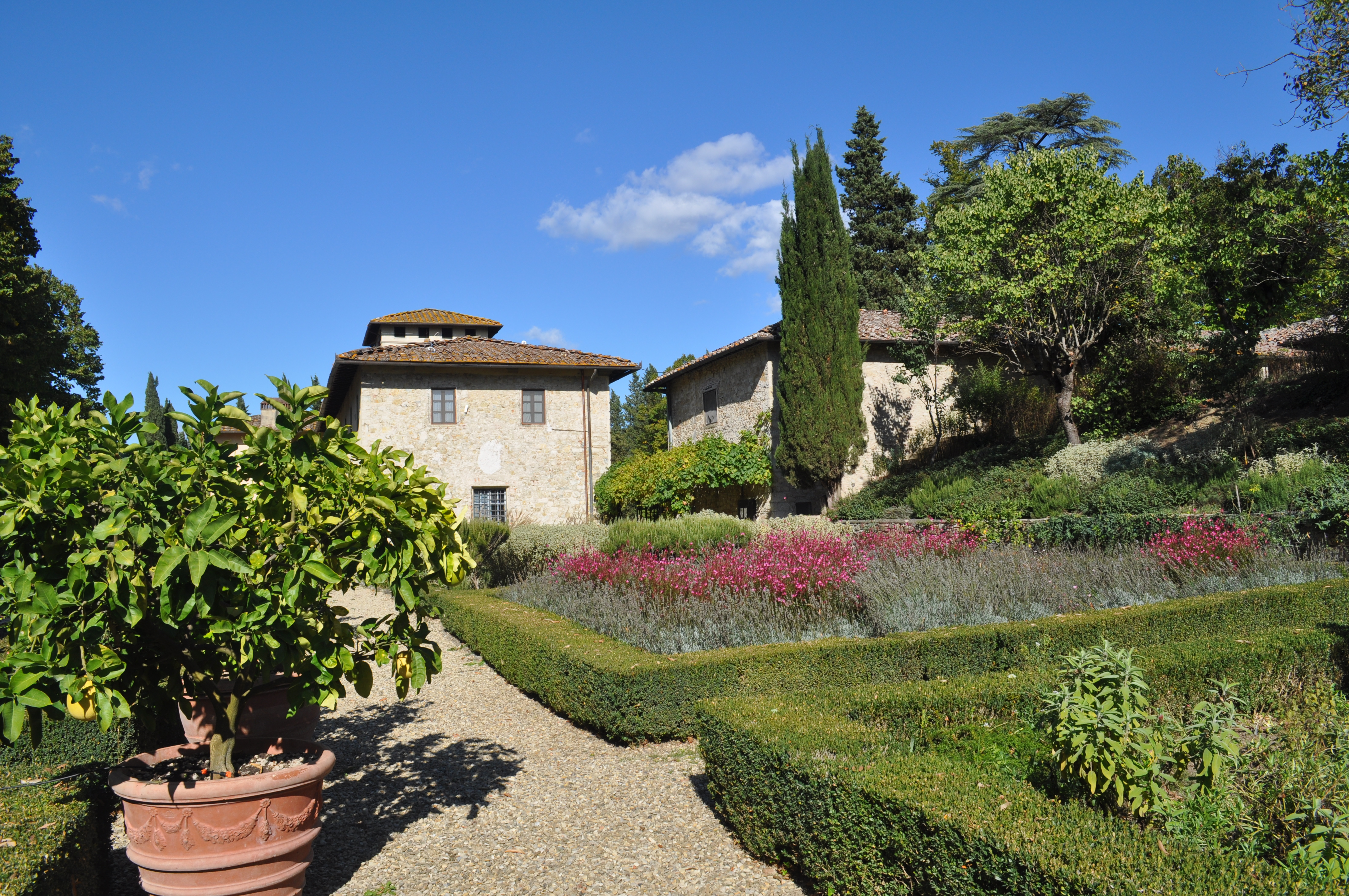
Villa La Calcinaia, Il Giardino (Archivio famiglia dei Conti Capponi alle Rovinate, Firenze - Fondo Fotografico).

Il giardino, i cui elementi erano progettati lungo un asse centrato sui quattro quadranti principali, continua lo stile del giardino all'italiana, distinguendosi però da esso grazie all’aggiunta della limonaia, del prato su terrazza e della vasca esagonale. La posizione sopraelevata consente ancora oggi allo sguardo numerose vie di fuga sulle colline circostanti che formano una cornice naturale di tutto l’insieme. Vi è un solo accesso attraverso un pergolato, che funziona da vestibolo, per facilitare anche mentalmente l’ingresso in un tripudio che stagionalmente può essere di colori, profumi, suoni. Il camminamento interno si sviluppa su geometrie precise per evidenziare la scelta dei fiori principali, rose e dalie di tipologie e qualità diverse, di modo da avere una fioritura quasi costante. Il giardino si distingue chiaramente dall’orto che è inizialmente escluso da esso, per trovare spazi per piante aromatiche e arbusti ornamentali.

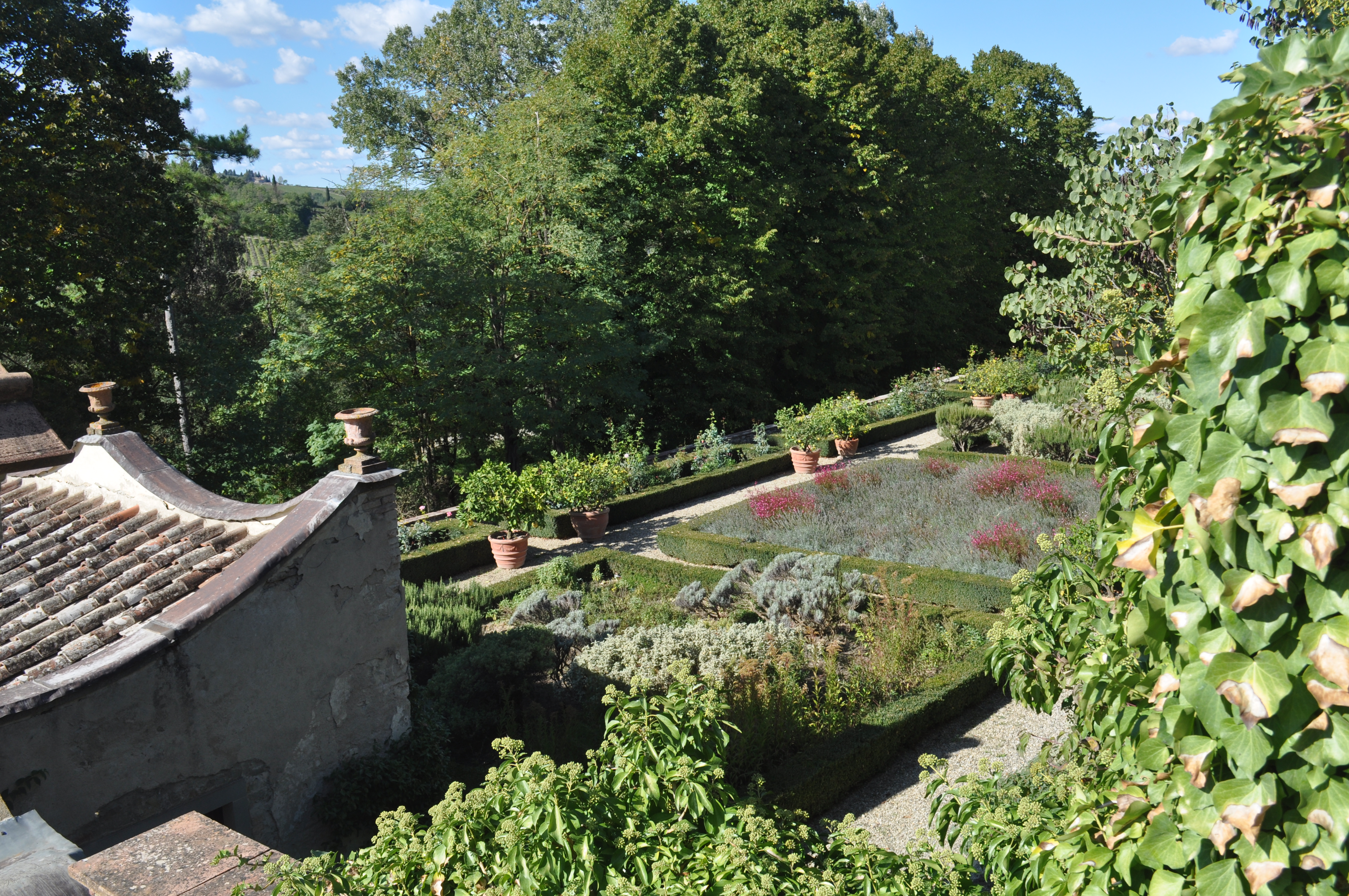
Villa La Calcinaia - Particolare del Giardino (Archivio famiglia dei Conti Capponi alle Rovinate, Firenze - Fondo Fotografico).

Il giardino è così parte di un sistema eterogeneo che mescola natura ostile e natura protettiva, insieme al grande cortile antistante la villa e al parco romantico. Quest’ultimo rappresenta l’aspetto dinamico dell’esterno della villa: sentieri tortuosi e angoli di sosta improvvisi; giochi di luci e ombre che cambiano a seconda delle stagioni; rami e cespugli che incorniciano panorami particolari. 
Infine, è ancora visibile oggi il cosiddetto “giardino esotico”, sotto la strada dietro alla villa, caratterizzato dalla presenza di bambù, cedro libanese, platani, lecci, querce e betulle.